# Franzburg
Franzburg  är en mindre stad i det nordtyska förbundslandet Mecklenburg-Vorpommern.
Staden ingår i kommunalförbundet Amt Franzburg-Richtenberg tillsammans med kommunerna Glewitz, Gremersdorf-Buchholz, Millienhagen-Oebelitz, Papenhagen, Richtenberg, Splietsdorf, Velgast, Weitenhagen och Wendisch Baggendorf.

## Geografi
Staden Franzburg är belägen mellan Stralsund och Bad Sülze i distriktet Vorpommern-Rügen.
Staden har följande stadsdelar: Franzburg, Gersdin, Müggenhall och Neubauhof.

## Historia

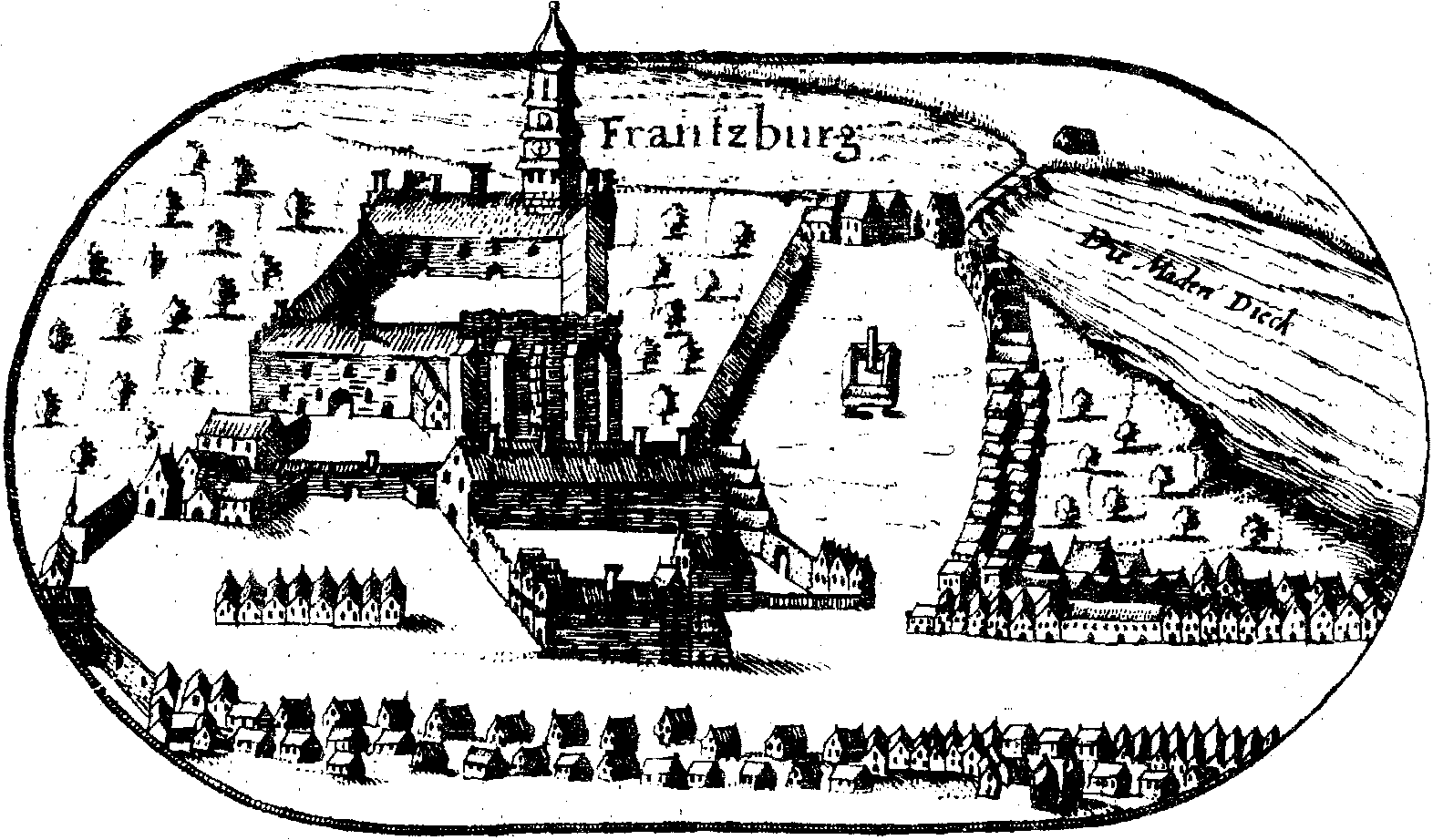
Franzburg i början av 1600-talet

1231 tillät fursten Wizlaw I cistercienserklostret Altenkamp (i dag kloster Kamp i Kamp-Lintfort) att uppföra ett nytt dotterkloster på staden Franzburgs nuvarande plats. Det nya klostret invigdes 1233 och fick namnet Neuenkamp.
Efter den tyska reformationen sekulariserades klostret 1535. På initiativ av den pommerska hertigen Bogislav XIII byggdes klostret om till ett slott, som fick sitt namn efter hertigen Franz av Braunschweig-Lüneburg, som var svärfar till Bogislav. Slottet Frantz(en)burgh omnämns första gången 1587, då orten fick sina stadsrättigheter.
Under trettioåriga kriget intogs staden av Wallenstein 1628 och av svenskarna 1631. I samband med Westfaliska freden kom Franzburg till Sverige 1648 och blev i svensk ägo fram till 1815, då staden tillföll Preussen.

### Östtyska tiden
Under DDR-tiden tillhörde Franzburg distriktet Stralsund, som låg inom länet Rostock (1952–1990).

### Befolkningsutveckling
Befolkningsutveckling  i Franzburg
Källa:

## Sevärdheter

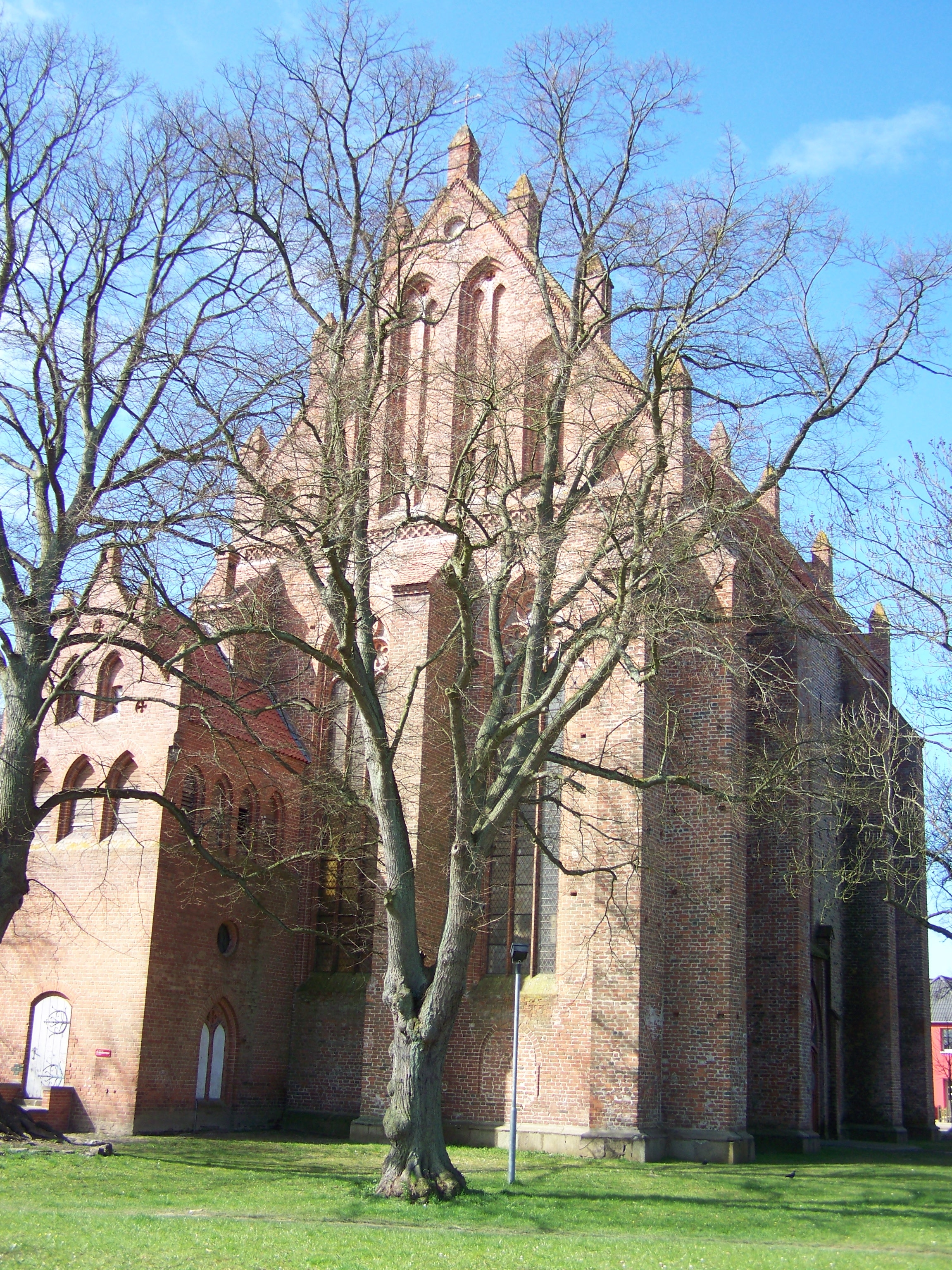
Slottskyrkan

- Slottskyrkan från 1500-talet
- Nygotisk rådhus från 1800-talet

## Vänorter
Staden Franzburg är vänort till Krzecin i Polen.
1. ↑  Alle politisch selbständigen Gemeinden mit ausgewählten Merkmalen am 31.12.2018 (4. Quartal) (på tyska), Statistisches Bundesamt, läs online, läst: 10 mars 2019.[källa från Wikidata]
2. ↑  Alle politisch selbständigen Gemeinden mit ausgewählten Merkmalen am 31.12.2023, Statistisches Bundesamt, 28 oktober 2024, läs online, läst: 16 november 2024.[källa från Wikidata]
3. ↑  ”Alle politisch selbständigen Gemeinden mit ausgewählten Merkmalen am 31.03.2020” (Excel). Statistisches Bundesamt. 2020. https://www.destatis.de/DE/Themen/Laender-Regionen/Regionales/Gemeindeverzeichnis/Administrativ/Archiv/GVAuszugQ/AuszugGV1QAktuell.xlsx?__blob=publicationFile. Läst 17 juli 2020.
4. ↑  Franzburgs ortsdelar Arkiverad 11 augusti 2012 hämtat från the Wayback Machine., www.amt-franzburg-richtenberg.de (tyska)
5. 1 2  Franzburgs historia Arkiverad 16 juli 2015 hämtat från the Wayback Machine., www.amt-franzburg-richtenberg.de (tyska)
6. ↑  Namngivare åt slottet Arkiverad 20 juli 2015 hämtat från the Wayback Machine., www.amt-franzburg-richtenberg.de
7. 1 2  Franzburgs historia: 1721 till i dag Arkiverad 16 juli 2015 hämtat från the Wayback Machine., www.amt-franzburg-richtenberg.de (tyska)
8. ↑  Folkmängd 1820: Lexikon Mecklenburg-Vorpommern, Hinstorff Verlag, 1:a upplagan, 2007, ISBN 978-3-356-01092-3
9. ↑  Folkmängd 31.12.1990, 1995, 2000, 2005 och 2010 Arkiverad 12 augusti 2014 hämtat från the Wayback Machine. SIS-Online Databas, Mecklenburg-Vorpommern Statistisches Amt (M-V statistiska centralbyrån)
10. ↑  Franzburgs vänort Arkiverad 20 juli 2015 hämtat från the Wayback Machine., www.amt-franzburg-richtenberg.de